# Кеппель, Джордж, 3-й граф Албемарл
Джордж Кеппель (англ. George Keppel; 8 апреля 1724, Лондон, Великобритания — 13 октября 1772, там же) — английский аристократ, 3-й граф Албемарл, 3-й виконт Бери и 3-й барон Ашфорд с 1754 года, кавалер ордена Бани и ордена Подвязки. Участвовал в войне за австрийское наследство и разгроме восстания якобитов 1745 года. В 1762 году, во время Семилетней войны, командовал британским корпусом, взявшим Гавану.

## Биография
Джордж Кеппель родился в 1724 году в семье Виллема ван Кеппеля, 2-го графа Албемарла, и его жены Энн Леннокс. С момента рождения он носил как наследника титул учтивости виконт Бери. Джордж учился в Вестминстерской школе (1732—1740), затем нёс военную службу в чине капитана и в качестве адъютанта герцога Камберленда. Он участвовал в сражениях при Деттингене и Фонтенуа (война за австрийское наследство), в битве с якобитами при Куллодене в 1746 году. Именно Кеппель был направлен к королю Георгу II с известием о куллоденской победе, и в благодарность он получил от монарха тысячу фунтов стерлингов. В 1746—1754 годах виконт заседал в Палате общин как депутат от Чичестера. В 1749 году он был повышен до полковника.
После смерти отца в 1754 году Кеппель унаследовал семейные титулы и перешёл в Палату лордов как 3-й граф Албемарл. 2-й граф в конце жизни погряз в долгах, так что Джордж оказался практически без средств, но его покровитель Камберленд выхлопотал ему пенсию 800 фунтов стерлингов в год. Дружба с герцогом обеспечила Кеппелю политическое влияние. В 1756 году он стал генерал-майором, в 1759 — генерал-лейтенантом, в 1761 — членом Тайного совета и губернатором острова Джерси. В 1762 году граф возглавил 10-тысячный корпус, отправившийся на борту британской эскадры на Кубу и взявший Гавану. Была захвачена огромная добыча, причём доля Кеппеля составила 122 тысячи фунтов стерлингов.
В 1764 году граф был награждён орденом Бани, в 1771 — орденом Подвязки. Он умер в 1772 году.

## Семья
Граф был женат с 1770 года на Энн Миллер, дочери сэра Джона Миллера, 4-го баронета, и Сьюзен Комб. В этом браке родился в 1772 году единственный сын Уильям (умер в 1849), ставший 4-м графом Албемарлом.